# Хімки
Хі́мки (рос. Химки) — місто обласного підпорядкування у Московській області РФ. Входить до складу Московської агломерації. Безпосередньо межує з Північним адміністративним округом Москви, відокремлене від Москви Московською кільцевою автомобільною дорогою (МКАД).
Населення міста становить 256 тис. мешканців (2024). За населенням місто займає друге місто після Балашихи у Московській області, населення якої становить понад 500 тис. мешканців.
Місто розташоване на березі каналу імені Москви.
Місто входить до складу міського округу Хімки та є його адміністративним центром.
Місто має однойменну залізничну станцію на Жовтневій залізниці (лінія Москва — Санкт-Петербург). Також в межах міста знаходиться зупинний пункт Лівобережжя.

## Історія

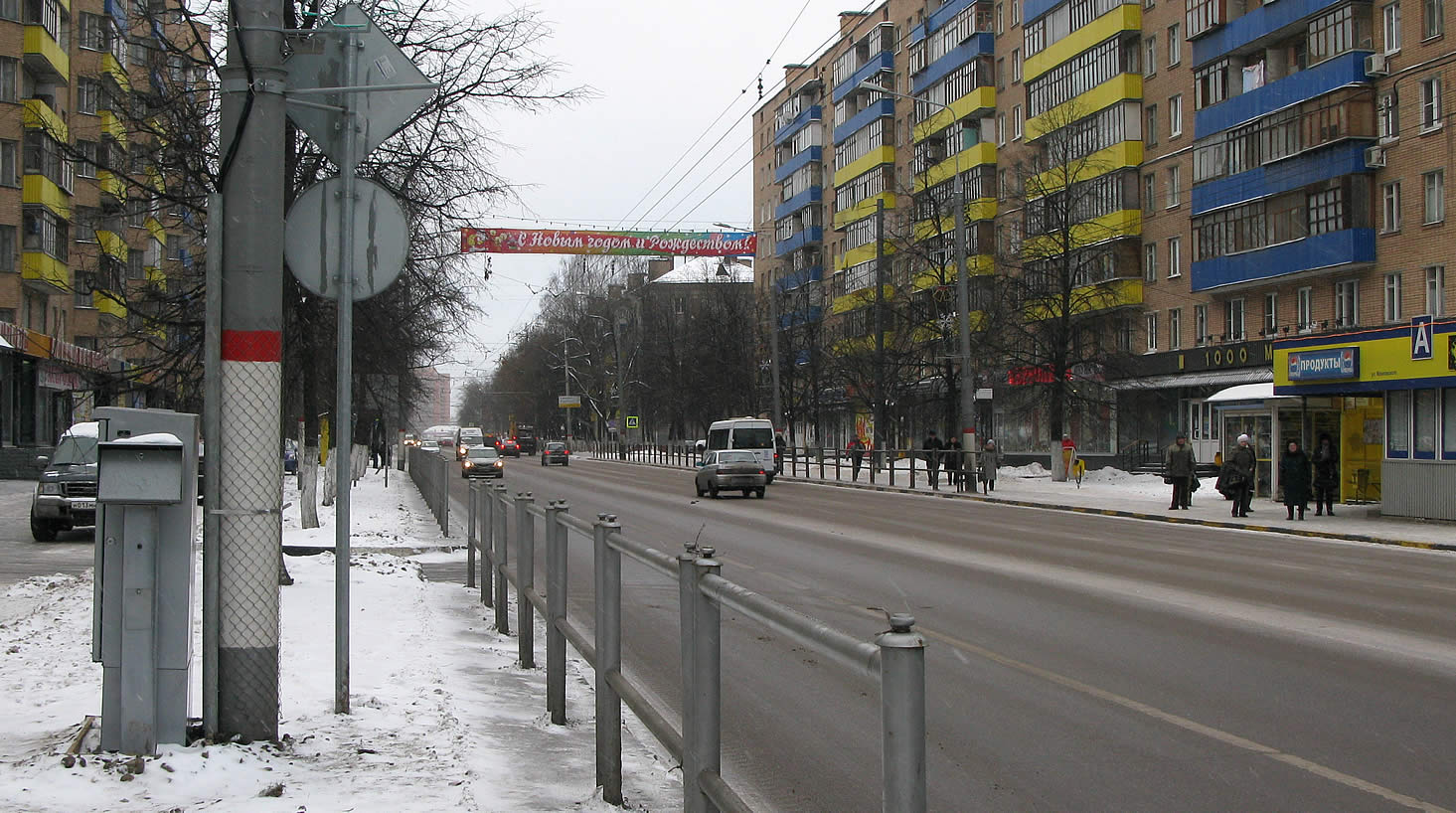
вулиця Маяковського

### Від давніх часів до ХІХ століття
Територія Хімок та їх околиць почала заселятись у давнину, з епохи палеоліту. На березі річки Сходня знайдено частину черепа людини, яка жила понад 15 тисяч років тому. На річці Клязьмі біля села Льялово знайдено стоянку людей епохи неоліту. У Хімках знайдено бойову сокиру фатьяновської археологічної культури, виготовлену чабанами епохи бронзи в II тисячолітті до нашої ери. Коло гирла річки Хімка відкриті залишки давнього городища Дяківської культури, яка належить до епохи раннього заліза. Основним заняттям мешканців було землеробство і тваринництво.
Однак перші письмові згадки про території, які увійшли до складу сучасних Хімок та Хімкінського району належать до XIV-XVI століть.
На місці нинішнього міста Хімки 500 років тому існували села Козмодем'янське, Козловосево-Петровське, Старбеєво, Киреєво, Івашково, Красні Горки та декілька пустовщин. Існував стан (зупинка) Хімка на тракті Санкт-Петербург — Москва (714 верст від Петербурга і 14 від Москви), а пізніше — село Хімки.
Вздовж тракту з'явились нові села: Хімки (Тимофіївка), Бумаково, Кобилья Лужа (нині вул. Родіонова), Молжаніновка, Кириловка. У листопаді 1851 року почала функціонувати Миколаївська залізниця між Петербургом та Москвою. Того ж року була відкрита перша від Москви станція Хімська.

### XX-XXI століття

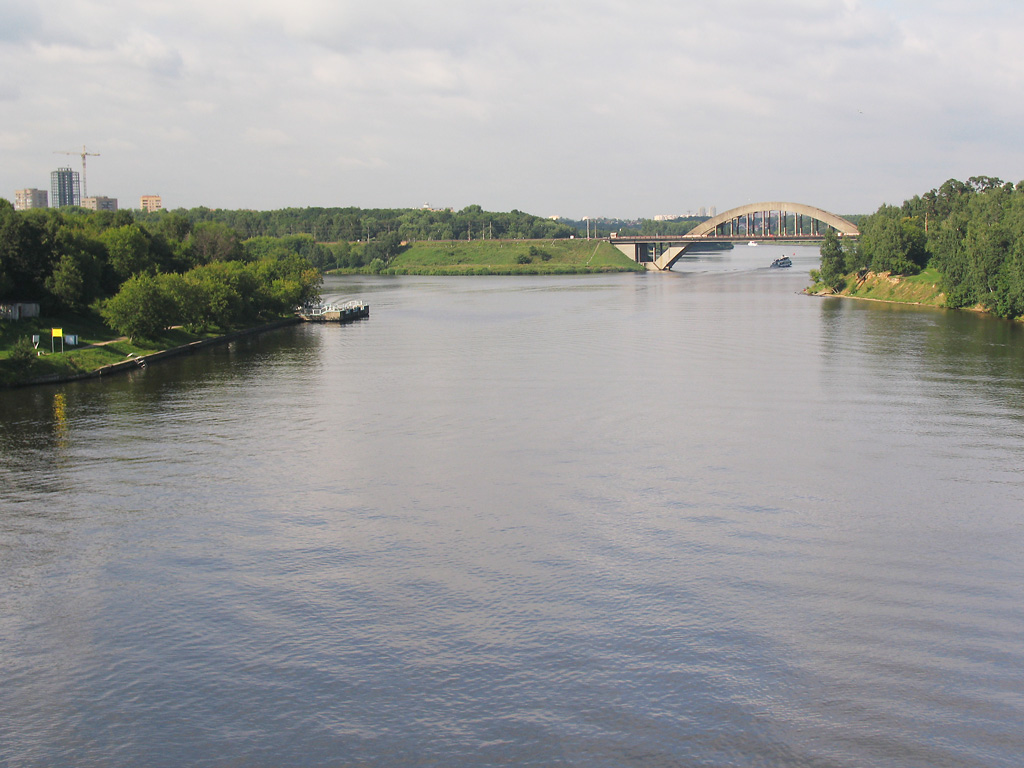
Хімкінський міст Жовтневої залізниці через Канал імені Москви

Промислові підприємства з'явились набагато пізніше, у 1920-х роках XX сторіччя. У 1939 року кілька селищ та садових ділянок були об'єднані у одне місто, населення якого було приблизно у 8 разів меншим, ніж зараз. У 1920-ті роки розпочався бурхливий ріст селища Хімки, зокрема у 1928 році була проведена високовольтна лінія з Москви, а з 1931 року почали ходити автобуси між Москвою та Хімками. Почали будувати кам'яні будинки.

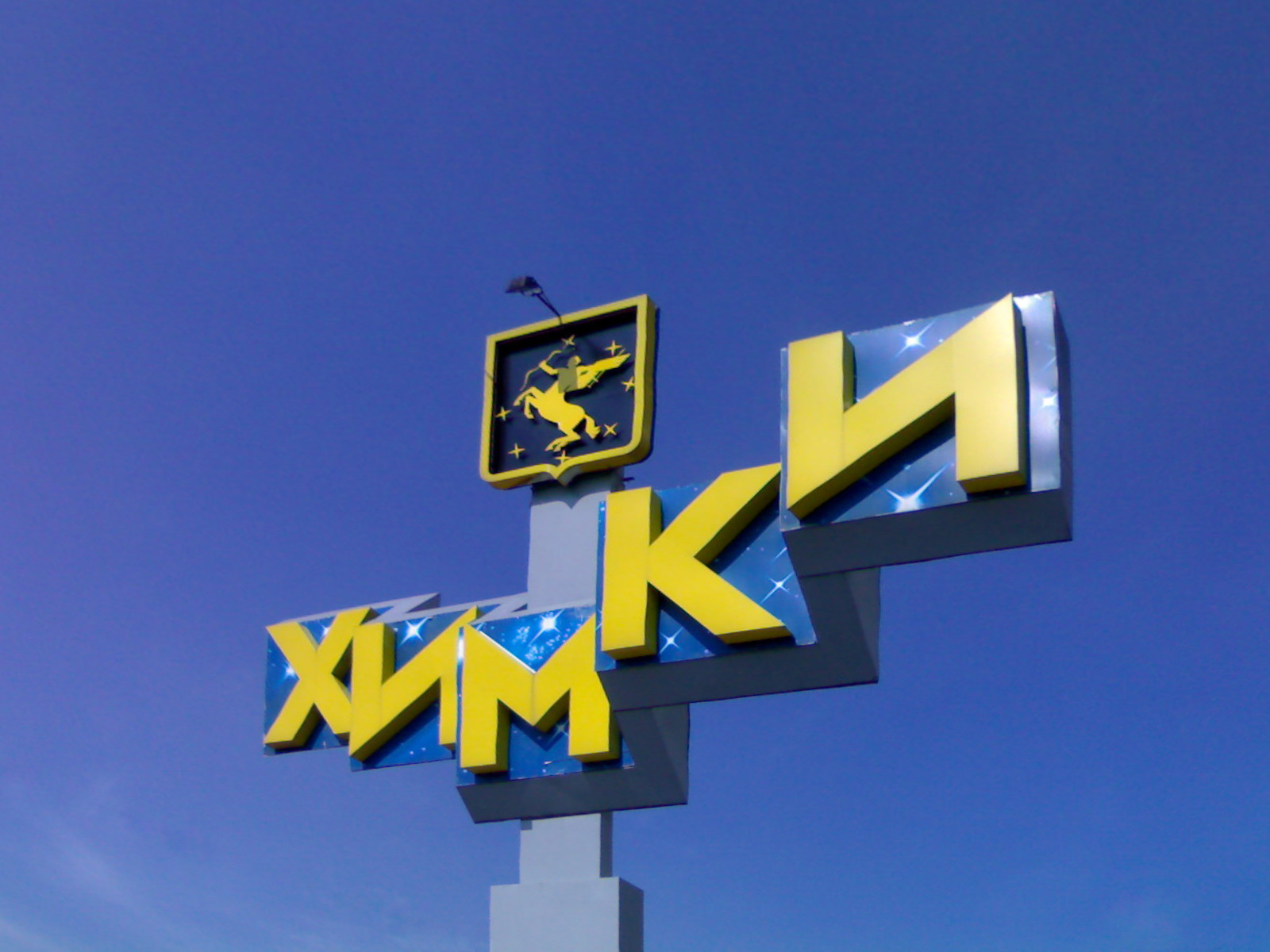
Стела-вказівник на в'їзді в Хімки

Стрімкий ріст Хімок розпочався у післявоєнний період. У серпні 1953 року Хімки отримали статус міста обласного підпорядкування. У 1961-1963 рр значно зросла території міста, виникали нові вулиці, будувались школи, лікарні.
З 1997 року почали ходити тролейбуси.

## Назва
Місто Хімки відносно молоде, яке виникло після прокладання залізниці. Станція Хімська відкрилась 1851 року і була названа за ім'ям річки, на березі якої розташована. Ця річка відома з XVI століття. За однією з версії назва річки має балтійську етимологію і порівнюється з лит. kiminas («мох»). Збереглось кілька варіантів назви річи — Хінська, Хинська (рос. Хинска, Хынска) у XVI—XVII ст. Хінка, Хімка, біля окремих сіл — Хілка (верхів'я) та Виходна (пониззя). На думку істориків, нею у старовину пролягав водний торговельний шлях.

## Символіка

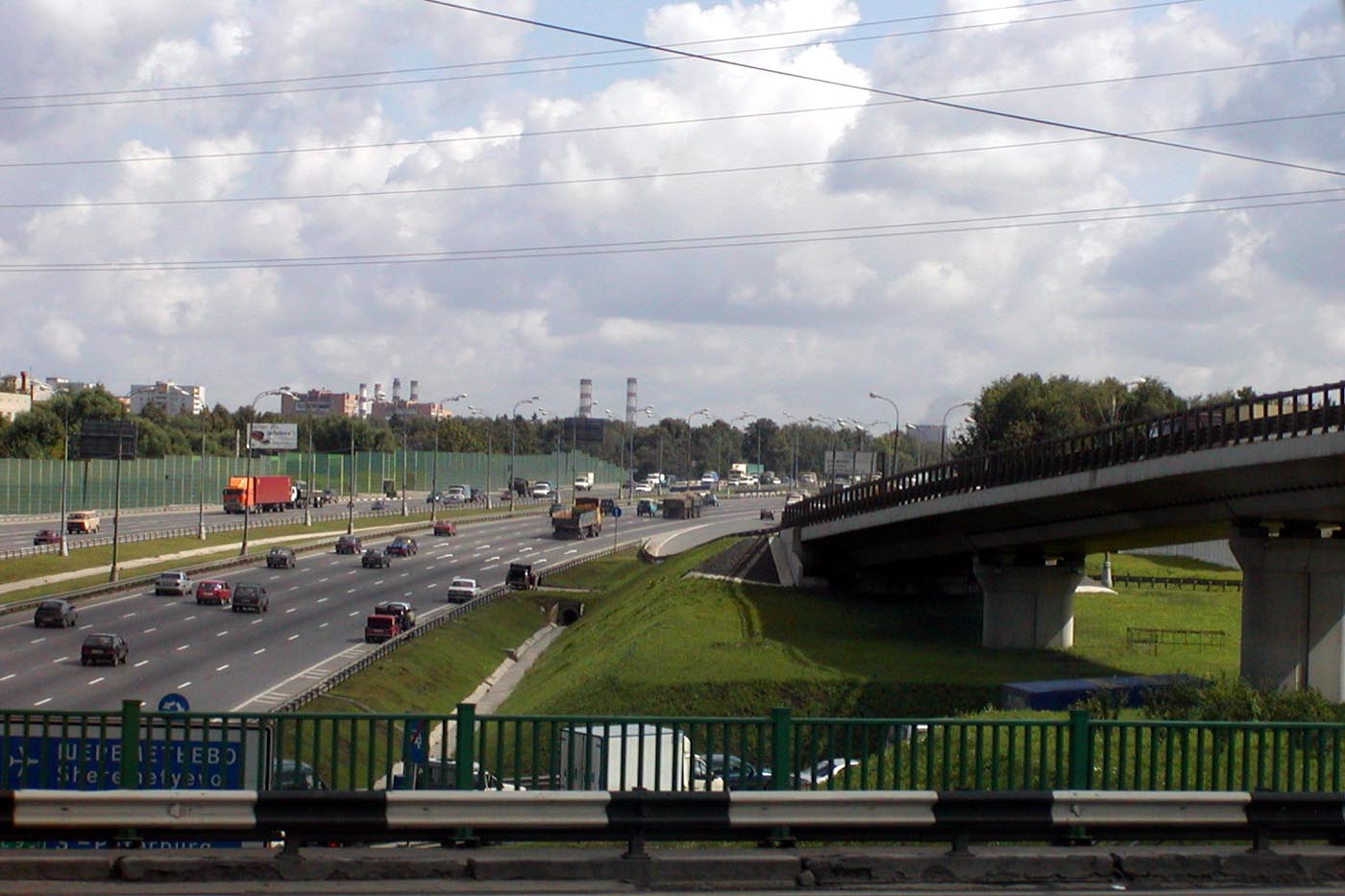
Перехрестя Ленінградського шосе та Московської кільцевої дороги

Місто Хімки має власну символіку: герб та прапор. Міський герб було затверджено 6 січня 1998 року, прапор 2 вересня 2004 року, як прапор Хімкінського району, який у 2005 році було перетворено у міський округ Хімки. В основі гербової композиції зображення золотого крилатого кентавра у чорному полі.

## Міський округ
До складу Ради депутатів Хімкінського міського округу входить 25 депутатів.

## Населення
| Рік  | тис. чол | рік  | тис. чол | рік  | тис. чол | рік  | тис. чол |
| ---- | -------- | ---- | -------- | ---- | -------- | ---- | -------- |
| 1926 | 2.9      | 1976 | 103      | 1998 | 133.1    | 2008 | 183.6    |
| 1939 | 23.1     | 1979 | 118.0    | 2000 | 133.7    | 2010 | 188.5    |
| 1959 | 47.8     | 1982 | 121      | 2001 | 134.4    | 2011 | 207.4    |
| 1962 | 51       | 1986 | 127      | 2003 | 141.0    | 2012 | 215.5    |
| 1967 | 70       | 1989 | 132.9    | 2005 | 179.7    | 2013 | 221.1    |
| 1970 | 86.6     | 1992 | 135.3    | 2006 | 180.1    | 2014 | 225.7    |
| 1973 | 94       | 1996 | 133.4    | 2007 | 181.0    | 2015 | 232.1    |

## Адміністративний поділ

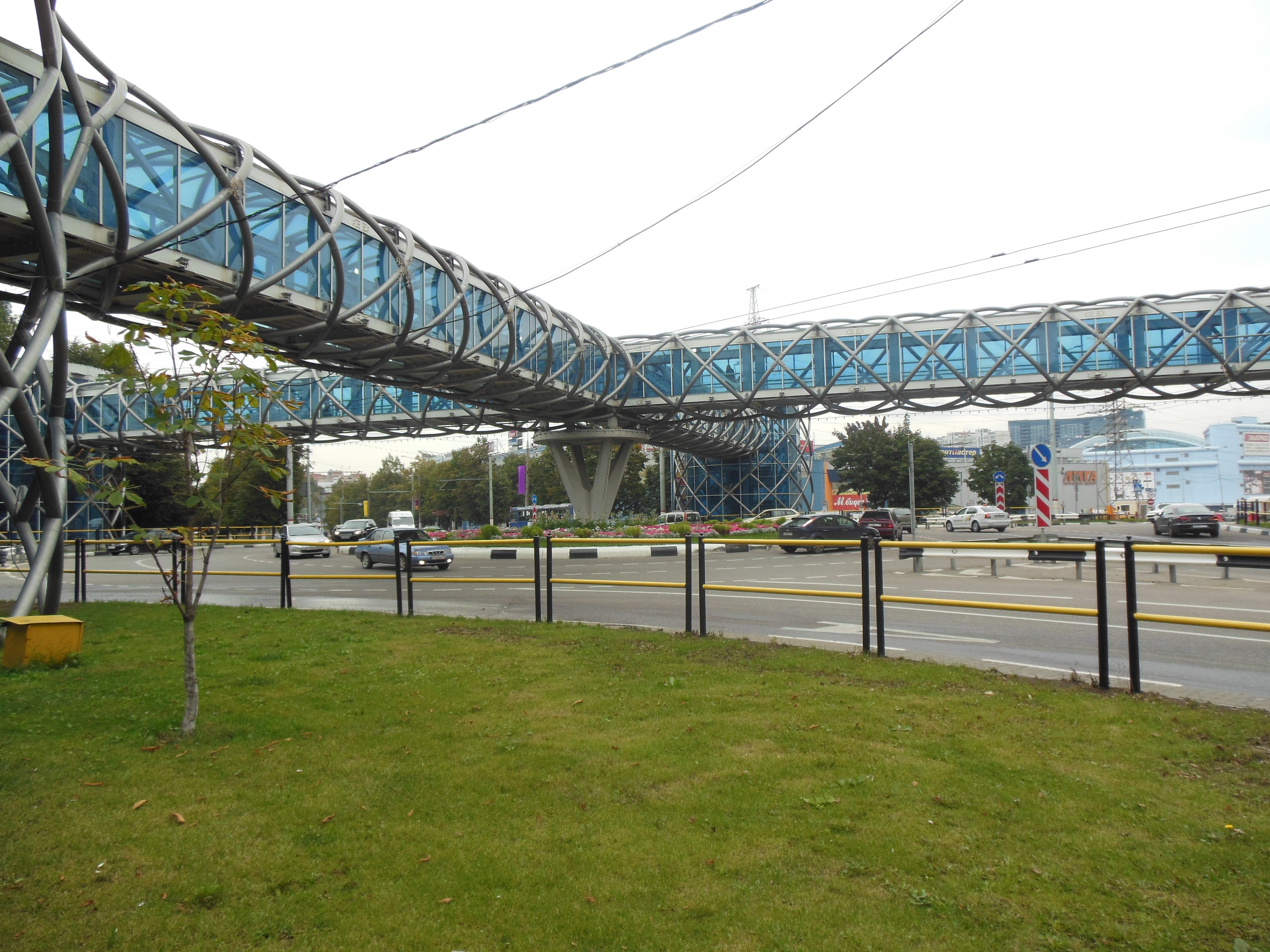
Надземний пішохідний перехід

До складу Хімок входять райони Планерна, Подрезково, Ново-Подрезково, Бутаково, місто Сходня, мікрорайон «Лівобережний»

## Промисловість
У місті домінує важка промисловість, але присутня і легка промисловість. Зокрема тут є шість військових заводів, серед них «Енергомаш», який виробляє паливо, а також авіаційний завод імені Лавочкіна.

## Транспорт
У 1937 році був відкритий канал імені Москви (колишній канал Москва — Волга) та річковий порт Хімки. Канал імені Москви з'єднує Москву-ріку та річку Волгу та є однією з центральних водних магістральних Росії.
Власне історія Хімок розпочалась із будівництва залізничної станції у 1851 році, яка спочатку називалась Хімська, а вже згодом — Хімки.
У 1996 році у місті розпочала свою роботу тролейбусна система. Станом на січень 2016 році у Хімках діє 3 тролейбусні маршрути на яких працює 27 тролейбусів. З них два маршрути здійснюють сполучення із станцією метро «Планерна», натомість один маршрут є суто внутрішньо міським.

## Екологічні проблеми

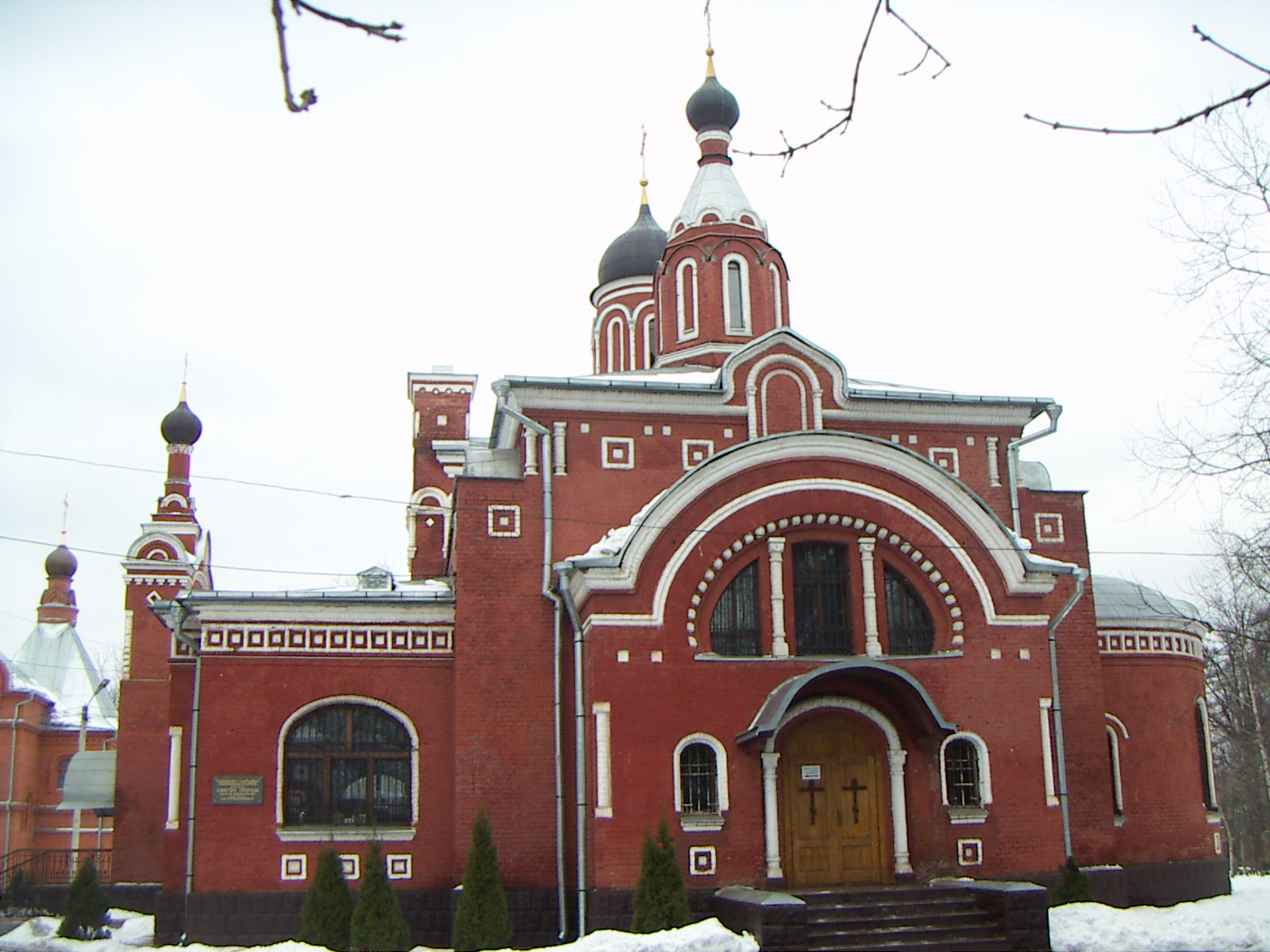
Церква Святої Трійці

Попри те, що місто та прилеглий район розташовані за межами Москви, екологія у цьому районі не найкраща. Хоча навколо міста чимало лісів, а у Хімках парків, однак вони не справляються з тими викидами, які продукують лише хімкінські підприємства, як, наприклад «Енергомаш». Також у поганому, з точки зору екології, стані перебуває і канал імені Москви. Зокрема влітку 1998 року там було заборонено купатись. Окрім того, Хімкінський район найменший в області, водночас є надзвичайно урбанізований, має високу щільність населення, передусім міського. Район вкритий густою мережею доріг, його перетинають дві радіальні дороги, залізнична магістраль, з півночі межує аеропорт Шереметьєво.
Промисловість району представлена підприємствами аерокосмічної промисловості, які викидають в атмосферу понад п'ять тисяч тонн шкідливих речовин.

## Пам'ятки історії та архітектури
- Церква св. Володимира (1678 р на території колишнього села Куркіно)
- Церква св. Козьми та Даміана (1730 р. на території колишнього села Козмодем'янське)

З 1930-х років забудовувалась північна частина Хімок та селище Лівобережне, у 1940-50-х район Дубки поблизу каналу. У 1970-1980-ті роки велося будівництво у південній частині міста, так звані Нові Хімки, де формується новий центр міста.

## Релігія
- Храм Богоявлення Господнього (розрахований на 1000 осіб). Особливість храму — він є двоповерховим.
- Церква Козьми та Даміана (1726-1730)
- Церква Апостолів Петра і Павла (1822-1829)
- Церква Сергія Чудотворця (1714-1715)
- Успенська церква (село Трахонеєво)
- Церква в Ім'я Святої Живоначальної Тройці (1909-1910) (м. Сходня)

## Освіта
У Хімках розташовані:
- Московський державний університет культури і мистецтв.
- Академія цивільного захисту МНС Росії
- Інститут бізнесу, психології та управління
- Інститут міжнародних економічних стосунків
- Російська міжнародна академія туризму
- Хімкінська філія Російського університету кооперації

Загалом у місті є 44 дошкільних закладів (з них 38 — муніципальні), 24 освітні установи, 3 установи додаткової освіти, центр психолого-педагогічної діагностики.

## Культура
У 1974 році у Хімках виник театр «Хімки-74», який працює досі, а у 1996 відкрився муніципальний театр «Наш дім».
Хімкінська картинна галерея створена на основі дару приватної колекції живопису другої половини ХІХ — першої половини ХХ століть.

## Спорт
Хімки є важливим центром розвитку спорту Московської області.
- БК Хімки заснований у 1997 р.

- ФК Хімки заснований у 1996 році як любительський, а у 1997 році отримав статус професійного.

Також у місті є велика кількість професійних стадіонів, серед них стадіон Родіна місткістю 5000 глядачів, збудований у 1967 р, є домашньою ареною ФК «Хімки», «Спартак-2», молодіжна команда ФК «Динамо» (Москва). Другим стадіоном є «Арена Хімки». Місткість 18636 чоловік. Як домашню арену використовують ФК Динамо, ПФК ЦСКА.
Стадіон Нові Хімки є базовим для СДЮСШОР міського округу Хімки, також тут проводить окремі матчі молодіжна команда ФК «Хімки». Також тут проводить більшу частину ігор молодіжна збірна Росії
.

## ЗМІ
1992 року була створена муніципальна Студія ТВ Хімки, скорочено СТХ.
З квітня 1994 року виходить газети «Хімкінські новини».

## Видатні особи, пов'язані з Хімками
Художники
- Ігор Грабарь
- К.О. Горбунов
- Микола Касаткін
- Віктор Васнецов
- Костянтин Юон
- Ісаак Левітан

Письменники
- Олександр Купрін
- Олександр Герцен
- Михайло Лермонтов

Театральні діячі
- Василь Качалов
- Костянтин Станіславський
- Євдокія Турчанінова

Композитори
- Олексій Верстовський

Політики
- Дарина Бєсєдіна

## Міста-партнери
- Гродно (Білорусь)[18]